# Улица Гетмана Мазепы (Львов)

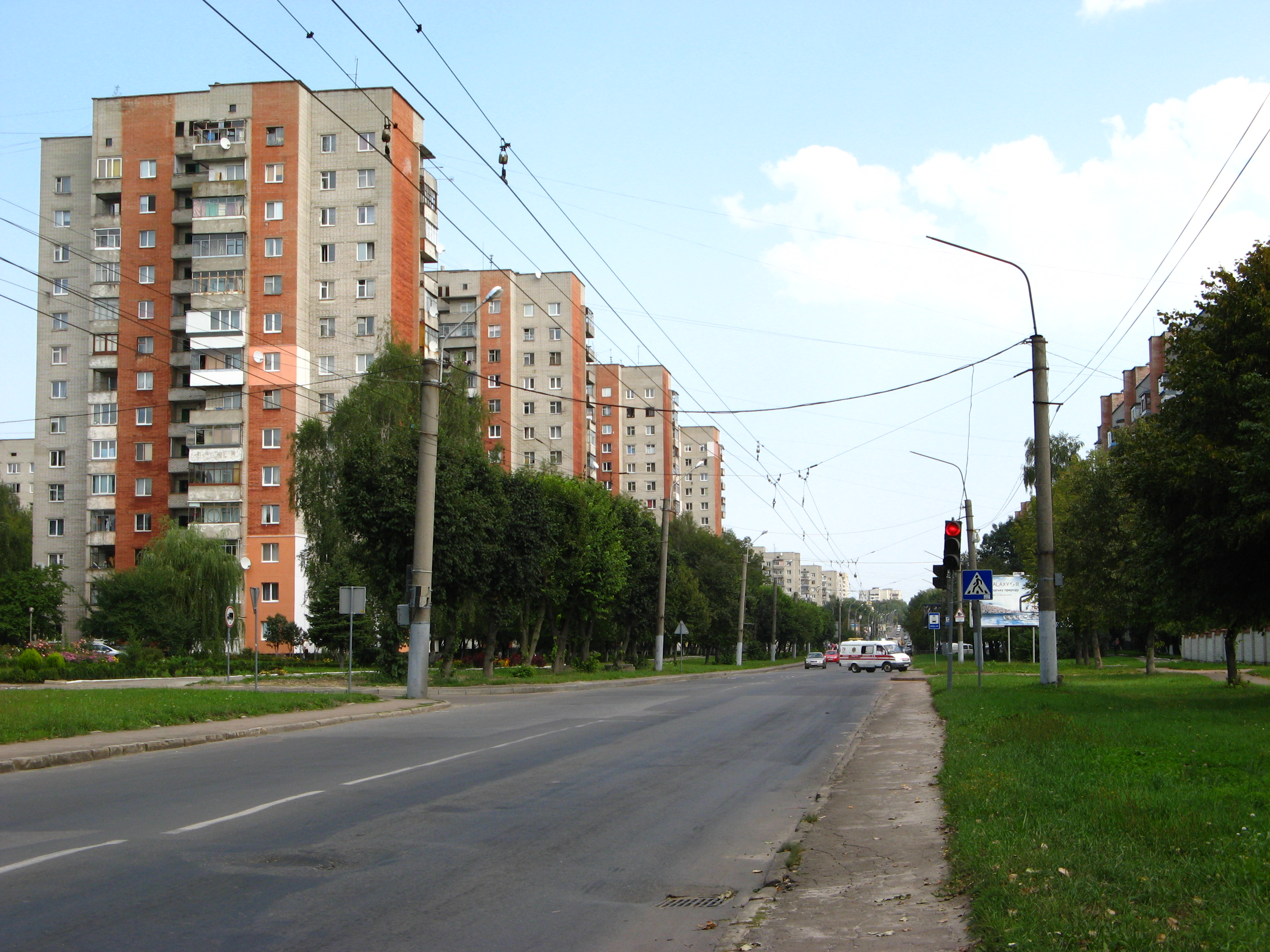

Улица Гетмана Мазепы (укр. Вулиця Гетьмана Мазепи) — одна из главных улиц в Шевченковском районе города Львова. Названа в честь гетмана Украины Ивана Степановича Мазепы. Пролегает от улицы Замарстыновской до улицы Гринченко. Протяжённость улицы 2,1 км. Улица проходит по территории жилого массива. В советское время носила название — улица Топольная.

## История
Улица возникла в начале XX столетия, и до 1936 года носила название Мазепы, после чего её переименовали и с 1945 года она называлась Топольной. В 1981 году улицу переименовали в улицу Имени города Печ. Это было вызвано тем, что в венгерском городе Печ одна из улиц была названа Львовской. После провозглашения независимости Украины улице было возвращено название 1936 года и она вновь стала улицей Гетмана Мазепы.